# 최수규
최수규(崔壽圭, 1959년 11월 9일 ~ , 전라북도 전주)는 대한민국의 중소벤처기업부 차관을 맡고 있는 공무원이다.

## 학력
- 전주고등학교
- 고려대학교 경영학
- 오리건 주립 대학교 대학원 행정학 석사

## 경력
- 1987년 행정고시 30회 합격
- 1997년 2월 ~ 1997년 12월 : 중소기업청 기술국 기술개발과 서기관
- 1997년 12월 ~ 1998년 3월 : 중소기업청 대전충남지방청 지원협력과장
- 2003년 5월 ~ 2004년 12월 : 중소기업청 기획관리실 기획예산법무담당관
- 2004년 12월 ~ 2006년 2월 : 중소기업청 창업벤처국 국장
- 2008년 3월 ~ 2010년 2월 : 중소기업청 경기지방청 청장
- 2010년 2월 ~ 2011년 1월 : 중소기업청 경기지방청 청장
- 2011년 1월 ~ 2013년 1월 : 중소기업청 중소기업정책국 국장
- 2013년 3월 ~ 2014년 9월 : 대통령비서실 경제수석실 중소기업비서관
- 2014년 9월 ~ 2017년 1월 : 제16대 중소기업청 차장
- 2017년 2월 ~ 2017년 7월 : 중소기업중앙회 상근부회장
- 2017년 7월 ~ 2018년 12월: 초대 중소벤처기업부 차관
- 2017년 7월 ~ 2017년 11월 21일 : 중소벤처기업부 장관 직무대행